# دله بهدیرا
دله بهدیرا (به انگلیسی: Dullah Bhadera) یک منطقهٔ مسکونی در پاکستان است که در ناحیه بهاولنگر واقع شده‌است. دله بهدیرا ۱۵۵ متر بالاتر از سطح دریا واقع شده‌است.